# Masato Morišige
Masato Morišige (japonsko 森重 真人), japonski nogometaš, * 21. maj 1987.
Za japonsko reprezentanco je odigral 41 uradnih tekem.